# U-242
| U-242                      | U-242                                                          | U-242                                                          |
| -------------------------- | -------------------------------------------------------------- | -------------------------------------------------------------- |
|                            |                                                                |                                                                |
|                            |                                                                |                                                                |
|                            |                                                                |                                                                |
| Під прапором               | Третій рейх                                                    | Третій рейх                                                    |
| Спуск на воду              | 20 липня 1943 року                                             | 20 липня 1943 року                                             |
| Виведений зі складу флоту  | 5 квітня 1945 року                                             | 5 квітня 1945 року                                             |
| Сучасний статус            | затоплений                                                     | затоплений                                                     |
| Проєкт                     |                                                                |                                                                |
| Тип ПЧ                     | Торпедний ДПЧ                                                  | Торпедний ДПЧ                                                  |
| Основні характеристики     |                                                                |                                                                |
| Швидкість (надводна)       | 17,7 вузла                                                     | 17,7 вузла                                                     |
| Швидкість (підводна)       | 7,6 вузла                                                      | 7,6 вузла                                                      |
| Робоча глибина занурення   | 100 м                                                          | 100 м                                                          |
| Гранична глибина занурення | 220 м                                                          | 220 м                                                          |
| Екіпаж                     | 44 особи                                                       | 44 особи                                                       |
| Розміри                    |                                                                |                                                                |
| Довжина найбільша (по КВЛ) | 67,1 м                                                         | 67,1 м                                                         |
| Ширина корпусу найб.       | 6,2 м                                                          | 6,2 м                                                          |
| Висота                     | 9,6 м                                                          | 9,6 м                                                          |
| Середня осадка (по КВЛ)    | 4,70 м                                                         | 4,70 м                                                         |
| Водотоннажність надводна   | 769 т                                                          | 769 т                                                          |
| Озброєння                  |                                                                |                                                                |
| Артилерія                  | одна палубна гармата калібру 88-мм, одна 20-мм зенітна гармата | одна палубна гармата калібру 88-мм, одна 20-мм зенітна гармата |
| Торпедно- мінне озброєння  | 4 носових і один кормовий ТА. 14 торпед або 26 мін             | 4 носових і один кормовий ТА. 14 торпед або 26 мін             |

U-242 — німецький підводний човен типу VIIC, часів  Другої світової війни.
Замовлення на будівництво човна було віддане 10 квітня 1941 року. Човен був закладений на верфі суднобудівної компанії «F. Krupp Germaniawerft AG» у місті Кіль 30 вересня 1942 року під заводським номером 676, спущений на воду 20 липня 1943 року, 14 серпня 1943 року увійшов до складу 5-ї флотилії. Також за час служби входив до складу 3-ї та 8-ї флотилій.
Човен зробив 7 бойових походів, в яких потопив 2 судна та допоміжний військовий корабель.
Затонув 5 квітня 1945 у протоці Святого Георга (52°02′ пн. ш. 05°46′ зх. д. / 52.033° пн. ш. 5.767° зх. д.) після підриву на британській міні. Всі 44 члени екіпажу загинули.

## Командири
- Оберлейтенант-цур-зее резерву Карл-Вільгельм Панке (14 серпня 1943 — лютий 1945)
- Оберлейтенант-цур-зее Генріх Рідель (лютий — 5 квітня 1945)

## Потоплені та пошкоджені кораблі[3]
| Назва          | Тип            | Належність | Дата           | Тоннаж (БРТ) | Вантаж                       | Статус    | Місце                                                       |
| KKO-2          | судно          | СРСР       | 25 серпня 1944 | 600          |                              | потоплено | 60°02′ пн. ш. 29°04′ сх. д. / 60.033° пн. ш. 29.067° сх. д. |
| ВРД-96 Дельфін | баржа          | СРСР       | 25 серпня 1944 | 500          |                              | потоплено | 60°02′ пн. ш. 29°04′ сх. д. / 60.033° пн. ш. 29.067° сх. д. |
| Rigel          | вантажне судно | Фінляндія  | 28 жовтня 1944 | 1 495        | 1 413 т генеральних вантажів | потоплено | 59°57′ пн. ш. 24°21′ сх. д. / 59.950° пн. ш. 24.350° сх. д. |